# Бельсько (Поморське воєводство)
Бельсько (пол. Bielsko) — село в Польщі, у гміні Кочала Члуховського повіту Поморського воєводства.
Населення — 498 осіб (2011).
У 1975-1998 роках село належало до Слупського воєводства.

## Демографія
Демографічна структура станом на 31 березня 2011 року:
|          | Загалом | Допрацездатний вік | Працездатний вік | Постпрацездатний вік |
| -------- | ------- | ------------------ | ---------------- | -------------------- |
| Чоловіки | 238     | 56                 | 159              | 23                   |
| Жінки    | 260     | 55                 | 147              | 58                   |
| Разом    | 498     | 111                | 306              | 81                   |